# 제리 애덤스
제리 애덤스(영어: Gerry Adams, 아일랜드어: Gearóid Mac Ádhaimh 가로드 막 아가우, 1948년 10월 6일~)는 아일랜드의 정치인이다. 신페인당의 지도자로 잘 알려져 있다.